# 米洛斯拉夫·德米雷克
米洛斯拉夫·德米雷克（英語：Milislav Demerec，1895年1月11日—1966年4月12日）是一位克罗地亚裔美国遗传学家，1941年至1960年间任卡内基科学研究所遗传学系（冷泉港實驗室的前身）主任，在他任上招募了巴巴拉·麦克林托克和阿弗雷德·赫希，1939年任美国遗传学学会会长，1946年当选美国国家科学院院士，1962年获金伯遗传学奖。